# Kılıçkışla, Pınarbaşı
Kılıçkışla là một xã thuộc huyện Pınarbaşı, tỉnh Kayseri, Thổ Nhĩ Kỳ. Dân số thời điểm năm 2008 là 171 người.